# Самбор
Са́мбор (укр. Са́мбір) — город во Львовской области Украины. Административный центр Самборского района и Самборской городской общины.

## Физико-географическое положение
Город Самбор расположен на левом берегу реки Днестр и стоит на перекрёстке автомобильных и железных дорог. Является культурным, промышленным и туристическим центром современной Украины.
Пятый по населению город во Львовской области. Расстояние до областного центра по железной дороге — 78 км, по автодорогам — 76 км. Протяжённость города с юго-запада на северо-восток — 10,5 км, а с северо-запада на юго-восток — 4,5 км.

## Климат
Среднегодовая температура воздуха в Самборе составляет: +8, +10 °C.
- Зима в Самборе достаточно мягкая, с оттепелями, порой без снежного покрова (для зимы характерно минимум атмосферных осадков за годовое количество, хотя они в виде дождя и мокрого снега выпадают часто).
- Весна продолжительная, порой затяжная, ветреная, прохладная, достаточно влажная.
- Лето тёплое, жаркое, мало влажное и мало дождливое.
- Осень тёплая, солнечная, сухая (обычно длится до первых чисел ноября).

Средняя температура самого холодного месяца (январь): −4 °C, средняя температура июля: +28 °C.
Зима 2013—2014 года выдалась чрезвычайно тёплой. Средняя температура декабря составила +1 °C, минимум: −7 °C, и максимум: — 9 °C. Снежного покрова в этом месяце не наблюдалось.

## Этимология
В разное время выдвигалось несколько версий о происхождении топонима. По утверждению современных исследователей, происхождение названия «Самбор» окончательно не изучено, существует несколько опубликованных вариантов научных гипотез:
- Самбор — предположительно от названия растения — ракитник, верба, лозняк[7].
- От старославянского антропонима — «Самборъ»[8].
- М. Л. Худаш и М. А. Демчук считают, что «Самборь» мог «изначально обозначать двор или др. собственность»[9].
- З. Гнатюк, А. Лопушинская и Т. Смирнова название города выводят от словосочетания «сами боры», поскольку, указывают они, зелёные боры покрыли почти всю округу. Тогда еловый лес был «единственным достоянием города»[10].
- Трубачев О. Н. видел в наименовании (дословно: sam-bar) — место где сливаются две реки — Днестр и Яблонка[11].

## История
Земли Прикарпатья, на которых находится современный Самбор, ещё в 993 году были отвоёваны киевским князем Владимиром и присоединены к Киевской Руси, после распада которой входили в состав Галицко-Волынского, а позднее Галицкого княжеств.

### Основание. Первые упоминания
1241 год принято считать годом основания города.
Во времена Великого Монгольского государства поселение Самбор (ныне город Старый Самбор), существовавшее с древнейших времён, было разорено Золотой Ордой. Уцелевшие жители бежали и укрылись в лесных зарослях на берегу Днестра, в местечке Погонич (пол. Pohonicza), которое вскоре разрослось и стало называться Новым Самбором, а позднее Самбором.
В 1349 году Погонич, как и вся Галиция отходит во владение короля Великого и польского Казимира III. Тем не менее, эти древнерусские земли были полностью присоединены к Польскому Королевству только в 1387 году, после кратковременного пребывания в 1370—1387 гг. в составе Венгерского королевства.

### 1387—1772
1387 год. Королева Польши Ядвига подарила Погонич (пол. Pohonicza) краковскому воеводе наместнику Подолии, Спытко из Мельштына за военные заслуги и доблесть, проявленные при захвате древнерусских земель.
В 1390 году Самбор (Погонич) приобрел статус города. Горожанам предоставляется грамота Магдебургского права на ряд привилегий.
В том же году, рядом со старым городом, на низком открытом холме начали строить новый город, в западноевропейском готическом стиле.
После гибели Спытко в битве на Ворскле, самборскими землями владела и управляла его вдова Эльжбета.
Конец XIV века: Самъборъ упоминается в летописном «Списке русских городов дальних и ближних».
1402 год. Эльжбета финансирует строительство каменного костёла взамен деревянного, впоследствии известного как украинская «церковь св. Покрова».
XV век. Самбор — замок-крепость.
1415 год. Город вновь возвращён во владение и под управление польских королей.
1431 год. Самбор передаётся во владение богатейшему польскому семейству Одровонжей.
1498 год. Город разорён и сожжён при татарском набеге.
Город разрастается, укрепляются и появляются новые оборонительные сооружения. Самборский староста Кшиштоф (Христофор) Шидловецкий упоминается как неутомимый строитель оборонительных и фортификационных сооружений.
1539 год. Великий князь литовский Сигизмунд I провел налоговую реформу и ограничил в правах иудеев (запрет на свободное поселение в городе, с 1551 года им запрещается торговать на ярмарках за редким исключением в церковные праздники).
1553 год. Представители русинской (пол. rusini) общины Самбора обращаются с жалобой к королеве, в которой жалуются, что им свободно не разрешается купить дом в городе или основать ремесло, ни построить православный храм в центре.
1554 год. Королева польская и Великая Княгиня литовская Бона Сфорца выкупила за 19 187 злотых самборские земли у каштеляна львовского и старосты самборского Станислава Одровонжа.
После Люблинской унии, в 1570 году было получено разрешение на строительствo в городе православного храма. Это событие вызвало массу протестов и жалоб в мультиконфессиональном населении Самбора, но в конечном итоге здесь была построена деревянная Церковь Рождества Пресвятой Богородицы, которая служила вплоть до 1738 года (когда был построен одноименный каменный храм, сохранившийся до наших дней).
В 1602 году город пострадал от эпидемии холеры.
1604 год. В замке самборского старосты Ежи Мнишека селится Григорий Отрепьев, по распространённой версии, известный как Лжедмитрий I, выдававший себя за сына Царя Ивана IV Грозного — Дмитрия. Ежи Мнишек, чья дочь была женой Лжедмитрия I, а впоследствии и Лжедмитрия II, помогает ему взойти на Российский Престол 21 июня 1605 года, который он удерживал до середины мая 1606 года.
1619 год. В монастыре ордена «отцов василиан» в местечке Угерцы Заплатинские (ныне с. Нагорное) отец Павел Людкович организует типографию и издаёт «Короткий хронологічний літописець», а в 1620 году — «Апостол» и Евангелие.
В 1648—1649 годы город осаждали дружины Богдана Хмельницкого под командованием полковника Лавреня Капусты. Разорены и спалены пригороды города.
В 1668 году на месте сгоревшей деревянной ратуши было завершено строительство каменной ратуши.
1688 год. «Великое наводнение» в городе.
В ходе Северной войны в 1704 году самборские земли оккупировала шведская армия.

### 1772—1914
После первого раздела Речи Посполитой Самбор вошёл в состав Королевства Галиции и Лодомерии и в 1774 году стал административным центром циркулара (округа) Австрийской империи (с 1867 — Австро-Венгрии).
26 июня 1778 года император Иосиф II даровал Самбору титул «вольного королевского города».
В 1855—1858 была построена шоссейная дорога Самбор — Дрогобыч.
В 1872 году открылось железнодорожное сообщение по маршрутам: Самбор — Борислав и Стрый — Самбор — Перемышль.
В 1890—1894 годы были построены 2-этажное здание гимназии и здание почты, в 1904 году — государственная мужская учительская семинария.
В 1903—1905 завершили постройку железных дорог Львов — Самбор и Самбор — Санок.

### 1914—1939
В начале Первой мировой войны, в результате Галицийской битвы, 17 сентября 1914 года Самбор заняли части 8-й армии генерала Брусилова.
На подконтрольной территории начинает свою деятельность канцелярия графа Георгия Бобринского, назначенного военным Генерал-губернатором Галиции.

Приказываю объяснить нижним чинам, что мы вступаем в Галицию, хотя и составляющую теперь часть Австро-Венгрии, но это исконная русская земля, населённая главным образом русским же народом... Я выражаю полную уверенность, что никто из чинов, имеющих честь принадлежать к армии, не позволит себе какого-либо насилия над мирным жителем и не осрамит имя русского солдата.— Командующий 8-й армией генерал А.А. Брусилов..

Накануне Первой мировой войны, в начале 1914 г. произошли события, которые можно рассматривать в свете столкновения двух проектов: создания большой русской нации и украинского, исключавшего общерусскую идентичность. С одной стороны — второй Мармарош-Сигетский и Львовский процессы, обыск в редакции черновицкой газеты «Русская правда» и арест её издателя и редактора (Австро-Венгрия), с другой — мероприятия, проведенные в России к 100-летию со дня рождения Т. Г. Шевченко, чей юбилей был использован для антиправительственных выступлений.— С . Суляк «Русинский и украинский вопросы накануне Первой мировой войны»
 В марте 1915 года император Николай II прибыл с инспекцией в Галицко-Буковинское генерал-губернаторство. Во Львове он встретился с Генерал-губернатором Бобринским, на следующий день в Самборе — с генералом Брусиловым, затем посетил Хыров и Перемышль.
Российское правительство планировало в дальнейшем интегрировать восточную часть Галиции в состав Российской Империи, а Западную Галицию (населённую в основном поляками) — в состав Царства Польского. Деятельность администрации Г. А. Бобринского длилась меньше года, в условиях постоянных военных действий, поэтому трудно говорить о целенаправленной политике гражданского управления
С первых дней пребывания в Галиции российским властям, офицерам и солдатам Императорской Армии строго предписывалось проявлять веротерпимость по отношению к духовенству Униатской церкви, её пастве и лояльность к местному населению.
Действия местной российской военной власти в занятой русской армией Восточной Галиции способствовали тому, что наиболее активные попытки скорейшего воссоединения униатов с православием осенью 1914 г. были приостановлены.

Удалось до определённой степени успокоить поляков-католиков и особенно интеллигенцию Львова, убедив их, что насильственных обращений в православие не будет. Но всё же, несмотря на успокоительные телеграммы и циркуляры по вероисповедным вопросам, местная администрация находила тактику националистов по неуклонному вытеснению униатского духовенства вполне оправданной и в ближайшей перспективе допустимой— Бахтурина А.Ю. Политика Российской Империи в Восточной Галиции в годы Первой мировой войны.
После распада Австро-Венгрии и Российской Империи, окончания Первой мировой войны, на территории Самборского округа была провозглашена власть Западно-Украинской Народной Республики.
16 мая 1919 года в Самбор вступили польские войска под командованием генерала Франтишека Александровича. В дальнейшем, по результатам советско-польской и украинско-польской войн город остался в составе Польши и стал административным центром Самборского повята (пол. Powiat samborski) Львовского воеводства Польской Республики.
В 1927 году открылся регулярный автобусный маршрут до Дрогобыча.
В 1933 году в Самборе проходил «громкий» судебный процесс над украинскими националистами, причастными к убийству польского общественного и политического деятеля Тадеуша Головко, которое вызвало широкий международный резонанс в Польше и за еe пределами. Это событие обсуждалось на специальном заседании Лиги Наций.
| Внешние изображения                                         | Внешние изображения                                                             |
| ----------------------------------------------------------- | ------------------------------------------------------------------------------- |
| Процесс 1933 года в Самборе по делу об убийстве Т. Головко: |                                                                                 |
|                                                             | Обвиняемые, (Слева направо): Роман Барановский, Микола Мотыка, Александр Буний; |
|                                                             | Судья Stanislaw Wondrausch совещается с экспертами;                             |
|                                                             | В зале заседания;                                                               |
|                                                             | Адвокат Stanislaw Szurlej.                                                      |

- Шоссе на Старый Самбор. 1933 г.
- Самбор. ДТП с участием артистов труппы Тадеуша Пиларски, 1933.
- Улица Ткацкая, 1930-е годы.
- Кормление детей безработных под надзором полиции. 1937 г.

### 1939—1991
1 сентября 1939 года люфтваффе начали бомбардировки железнодорожного узла Самбор. С 10 до 25 сентября 1939 года город был оккупирован частями VII армейского корпуса вермахта.
26 сентября 1939 года в город вступили части РККА.
В октябре 1939 года здесь были открыты педагогическая школа и поликлиника.
4 декабря 1939 года Президиум Верховного Совета СССР издал Указ «Об образовании Волынской, Дрогобычской, Львовской, Ровенской, Станиславской и Тарнопольской областей в составе Украинской ССР», после чего Самбор стал районным центром Дрогобычской области УССР.
После начала Великой Отечественной войны, 29 июня 1941 Самбор был оккупирован немецкими войсками и стал окружным центром (нем. Kreishauptmannschaft) дистрикта «Галиция» генерал-губернаторства.
1 июля 1941 года местные националисты под контролем нацистов организовали еврейский погром, в результате которого было убито 50 евреев (по данным историка А. И. Круглова жертвами этого погрома стали 120 человек).
Через несколько дней оккупационными властями был создан юденрат под председательством Леона Снайгера, позднее — еврейское гетто.
В 1943 году за помощь и укрывательство евреев 27 украинцев и поляков из числа жителей города были казнены.
7 августа 1944 года город был освобождён частями РККА:

Войска 1-го Украинского фронта в результате упорных боёв 7 августа штурмом овладели важным опорным пунктом обороны немцев в предгорьях Карпат городом и крупным железнодорожным узлом Самбор.— Сводка Совинформбюро oт 07.08.1944г.
В 1955 году здесь действовали швейная фабрика, хлебозавод, маслозавод, мельница, два кирпичных завода, два техникума, культпросветучилище, медицинское училище, педагогическое училище, три средние школы, 4 семилетние школы, школа рабочей молодёжи, Дом культуры, 17 библиотек, кинотеатр и два клуба.
21 мая 1959 года Дрогобычская область была включена в состав Львовской области.
В 1983 году здесь действовали завод радиодеталей, приборостроительный завод, завод по ремонту строительных и дорожных машин, стекольный завод, кирпичный завод, мебельный комбинат, хлебный комбинат, сахарный завод, сыродельный завод, пищевкусовая фабрика, райсельхозтехника, райсельхозхимия, комбинат бытового обслуживания, медицинское училище, педагогическое училище, культпросветучилище, техникум механизации учёта, три ПТУ, 11 общеобразовательных школ, музыкальная школа, спортивная школа, пять больниц и шесть иных лечебных учреждений, четыре Дома культуры, две библиотеки и два кинотеатра.

### После 1991
В мае 1995 года Кабинет министров Украины утвердил решение о приватизации находившихся в городе завода металлооснастки, АТП-14608, АТП-24667 и опытно-экспериментального машиностроительного завода, заводоуправления строительной керамики, райсельхозтехники и райсельхозхимии, в июле 1995 года было утверждено решение о приватизации завода продтоваров, сахарного завода, СПМК № 7 и хлебокомбината.
В июне 1999 года АТП-14608 и АТП-24667 передали в коммунальную собственность Львовской области.
23 сентября 2013 года на город налетел смерч, который вырывал деревья с корнями, срывал крыши. Убытки оцениваются в более чем 1 000 000 гривен[уточнить].

## Население
В январе 1989 года численность населения составляла 40 355 человек.
На 2025 год численность населения составляла 33 318 человек (без учёта переселенцев).
По данным переписи 2001 года, украинцы составляли 93,56 % населения Самбора, поляки — 3,33 %, русские — 2,55 %.

### Языковой состав
Родной язык населения по данным переписи 2001 года:
| Язык       | Численность, чел. | Доля     |
| ---------- | ----------------- | -------- |
| Украинский | 34 465            | 95,16 %  |
| Польский   | 837               | 2,31 %   |
| Русский    | 837               | 2,31 %   |
| Другое     | 79                | 0,22 %   |
| Итого      | 36 218            | 100,00 % |

Украинский язык является основным и единственным официальным языком города.

## Галерея
|                   |             |                                           |               |                                   |
| Самборская ратуша | Университет | Католический костёл Св. Иоанна Крестителя | Площадь Рынок | Церковь Святого Иоанна Крестителя |

|                                                  |                   |                                        |                     |                             |
| Здание самборской гимназии, старейшей на Украине | Коллегия Иезуитов | Церковь Рождества Пресвятой Богородицы | Пямятник Богородице | Здание бывшего казначейства |

## Транспортная инфраструктура
Самбор — важный транспортный узел Западной Украины. Через город проходят железные и автомобильные дороги общегосударственного значения, магистральные ЛЭП и трубопроводы.
Пассажирский железнодорожный транспорт
Электрифицированная узловая железнодорожная станция Самбор Львовской железной дороги, расположена в восточной части города.
Автомобильные дороги
1. Львов — Самбор — Ужгород (Н-13)
2. Нижанковичи — Самбор — Дрогобыч — Стрый (Т-1418)
3. Мостиска — Самбор — Борислав (Т-1415).

Городской общественный транспорт
В городе имеются две автобусные станции:
1. автобусная станция в центре (ул. Валовая);
2. автобусная станция у ж/д вокзала (пл. Привокзальная).

Действуют регулярные международные, межобластные и междугородние автобусные маршруты. Имеется два регулярных городских автобусных маршрута. Из Самбора во всех направлениях отправляются пригородные автобусы.

## Образование
Здесь действуют медицинский колледж, педагогический колледж, техникум экономики и информатики, а также 10 муниципальных общеобразовательных школ, из которых одна гимназия и две начальные (№ 2 и № 7).

## Города-побратимы
- Украина — Славянск
- Польша — Бжозув, Костшин-над-Одрой и Освенцим

## Статьи и публикации
- Суляк С. Г. Русинский и украинский вопросы накануне Первой мировой войны // Русин : Международный исторический журнал. — Кишинев: Общественная ассоциация «Русь», 2009. — № 2 (16). — С. 96—119. — ISSN 1857-2685.
- Самбір (укр.) // Галицька брама : краєзнавчий часопис. — Львів: Центр Європи, 2001. — Август (№ 8). — С. 20—23.
- Рожко  М.Ф. Оборонний Спасопреображенський монастир ХІІІ століття в с. Спас // Старосамбірщина : Альманах. — Львів: Місіонер, 2001. — С. 7—14.
- Ярославский Ем. Кому мы идем на помощь // Правда : газета. — М.: ЦК ВКП(б) «Правда», 1939. — 19 сентября.

## Внешние медиафайлы
- Города Хыров и Самбор в первые дни оккупации. 1941 на YouTube
- Самбор с высоты птичьего полёта на YouTube